# 이대봉
이대봉(李大鳳, 1941년 12월 15일~2024년 10월 1일)는 대한민국의 기업인이다.

## 학력
- 진주농림고등학교 휴학
- 성균관대학교 경영·행정대학원 학생회장 졸업
- 성균관대학교 경영진단사 자격, 취득(제383호)
- 미국 국제경영대학원 국제무역세미나 수료
- 하버드 대학교 최고경영자과정 수료
- 베이징대학 최고경영자과정 수료
- 서울대학교 AMP 36기 수료
- 고려대학교 ICP 3기 수료
- 한국체육대학교 사회체육대학원 최고경영자과정 9기 수료
- 전국경제인연합회 글로벌최고경영자과정 57기 수료
- MBC문화예술 리더스포럼 1기 수료
- 연변대학 객좌교수 초빙

## 경력
- 1975년 한국보일러공업 대표이사 회장
- 1975년 동아항공화물 대표이사 회장
- 1984년 한국항공화물협회 회장
- 1988년 이대웅음악장학회 이사장
- 1994년 충북도시가스공업 대표이사 회장
- 1995년 동아도시산업 대표이사 회장
- 1996년 참빛원주도시가스 회장
- 1996년 한국도시가스협회 부회장
- 2003년 ~ 2024년 참빛그룹 회장
- 2009년 3월 전국경제인연합회 국제경영원 이사, 한국베트남친선협회 고문
- 2010년 7월 서울예술학원 이사장

## 가족 관계
- 배우자: 윤봉자(1941년~)
  - 장남: 이대영(1965년~1995년)
  - 차남: 이대만(1966년~)
  - 삼남: 이대웅(1970년~1987년 11월 26일[1])

## 같이 보기
- 김종기 - 사회운동가, 푸른나무재단